# جونيرة بوليفية
جونيرة بوليفية (الاسم العلمي:Gunnera boliviana) هي نوع من النباتات تتبع جنس الجونيرة من الفصيلة الجونيرية.